# 柱侯雞
柱侯雞又稱佛山柱侯雞，因其主要調味料柱侯醬為佛山特產。

## 作法
柱侯雞有兩種做法：原隻炆或斬件炆，原隻炆的話先將雞炸至7成熟，斬件炆的話則先將雞件爆炒至7成熟，而炸或爆炒前都須以薑汁、鹽、胡椒粉醃過。將以已爆香的薑片、乾葱、蒜頭加入雞、柱侯醬、生抽、糖、酒炒勻後加水炆熟即成。